# Prêmio Rafael Manzano
O Prêmio Rafael Manzano de Nova Arquitectura Tradicional é um prêmio organizado pela INTBAU, graças à contribuição do Richard H. Driehaus Charitable Lead Trust, com o apoio da Fundação Serra Henriques, a Real Academia de Belas Artes de San Fernando e a Hispania Nostra, e com o Alto Patrocínio da Presidencia da Republica Portuguesa.
É atribuído anualmente a arquitetos que tenham realizado, em Portugal ou em Espanha, trabalhos de restaurações de monumentos ou outras intervenções arquitetónicas que se tenham destacado pela sua contribuição na preservação, a promoção e a difusão os valores da arquitetura clássica e tradicional.
O Prêmio inclui uma recompensa monetária de 50.000 euros e uma medalha comemorativa, convertendo-se assim no maior prémio de arquitetura galardoado na Península Ibérica.

## História

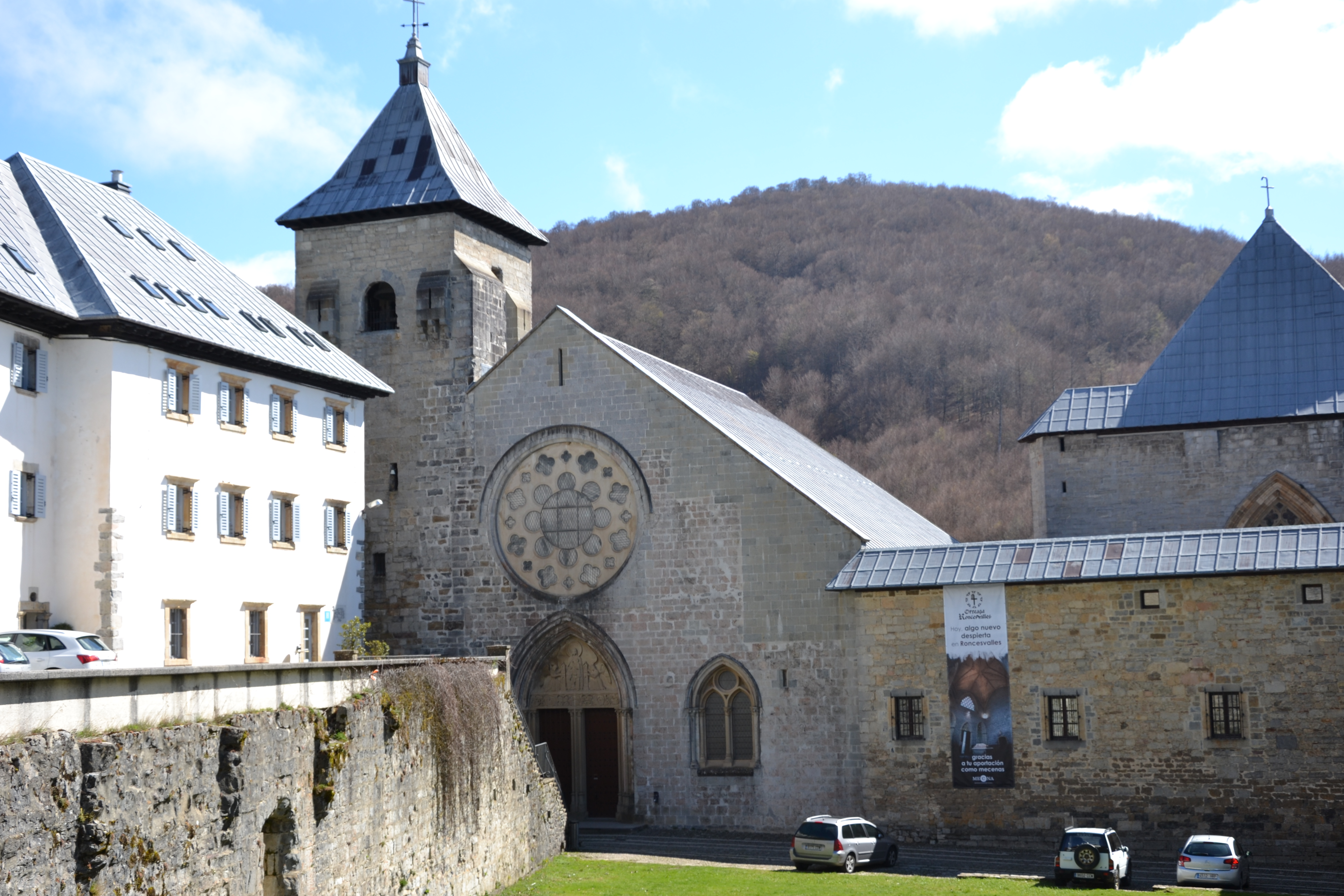
Restauração da Capela de Santo Agostinho da Real Colegiata de Roncesvales, em Navarra, Espanha. Projecto de Leopoldo Gil Cornet

Por sua contribuição na defesa e promoção dos mencionados valores, Rafael Manzano Martos foi galardoado no ano 2010 com o Oitavo Prêmio Richard H. Driehaus de Arquitetura Clássica, concedido desde 2003 nos Estados Unidos pelo filantropo norte-americano Richard H. Driehaus através da Escola de Arquitetura da Universidade de Notre Dame.
Coincidindo com a entrega deste prêmio a Rafael Manzano, considerado como um dos mais importantes reconhecimentos no mundo a uma carreira profissional dedicada à Arquitetura Tradicional, Richard H. Driehaus anunciou a criação em Espanha de um novo galardão destinado à defesa do património urbanístico e das tradições arquitetónicas Ibéricas: o Prêmio Rafael Manzano de Nova Arquitetura Tradicional. 
Este prêmio foi galardoado pela primeira vez no ano de 2012, numa cerimónia realizada na Real Academia de Belas Artes de San Fernando (Madrid), e acontece todos os anos desde então. Em 2017, graças à colaboração com a Fundação Serra Henriques e com a Ordem dos Arquitetos, bem como o Alto Patrocínio da Presidência da Republica Portuguesa, o prêmio foi estendido a Portugal, sendo hoje em dia concedido a profissionais de qualquer um dos dois países.

## Galardoados

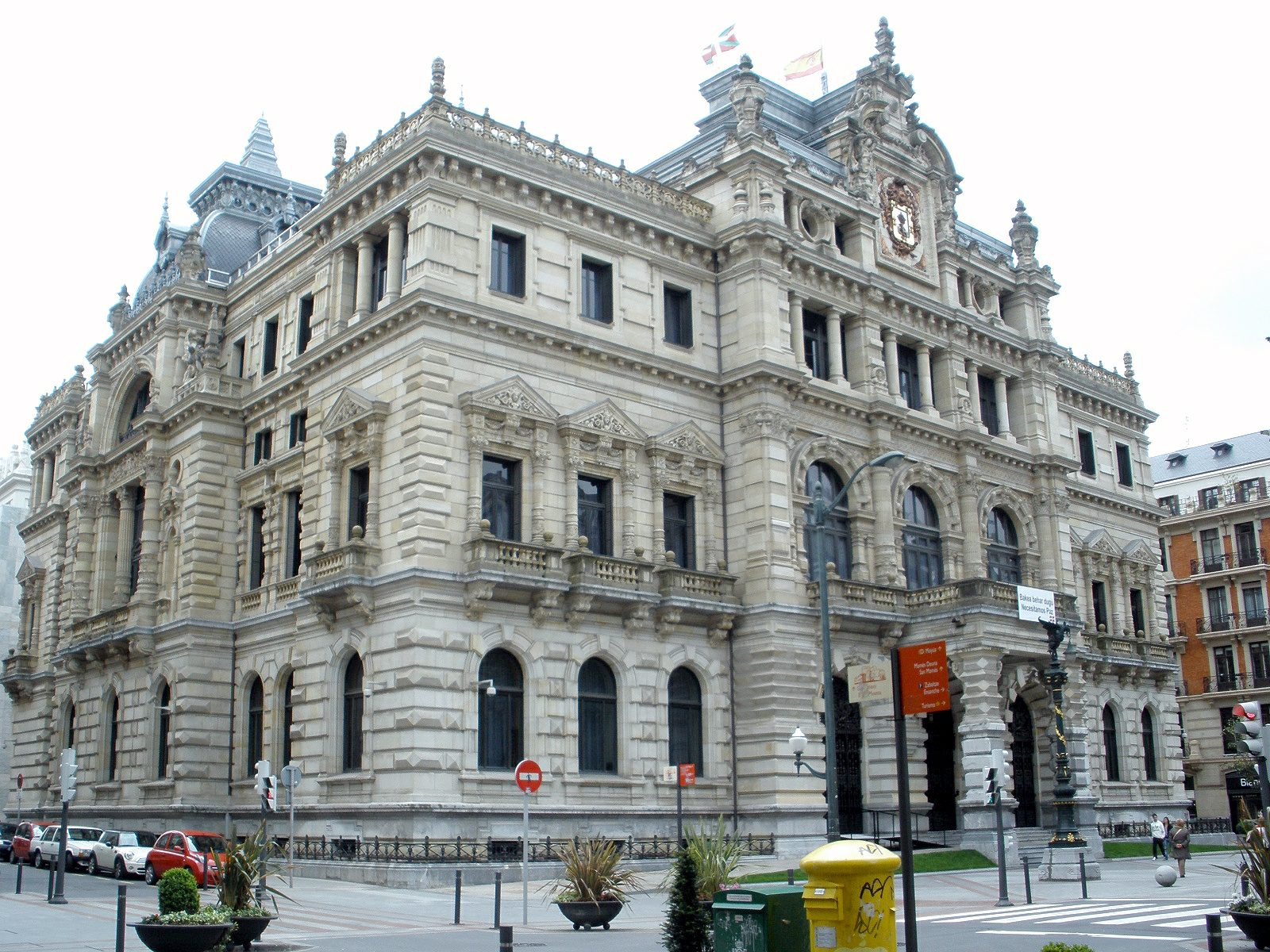
Restauração do Palácio da Deputação, Bilbau, País Basco, Espanha. Projecto de Javier Cenicacelaya & Íñigo Saloña

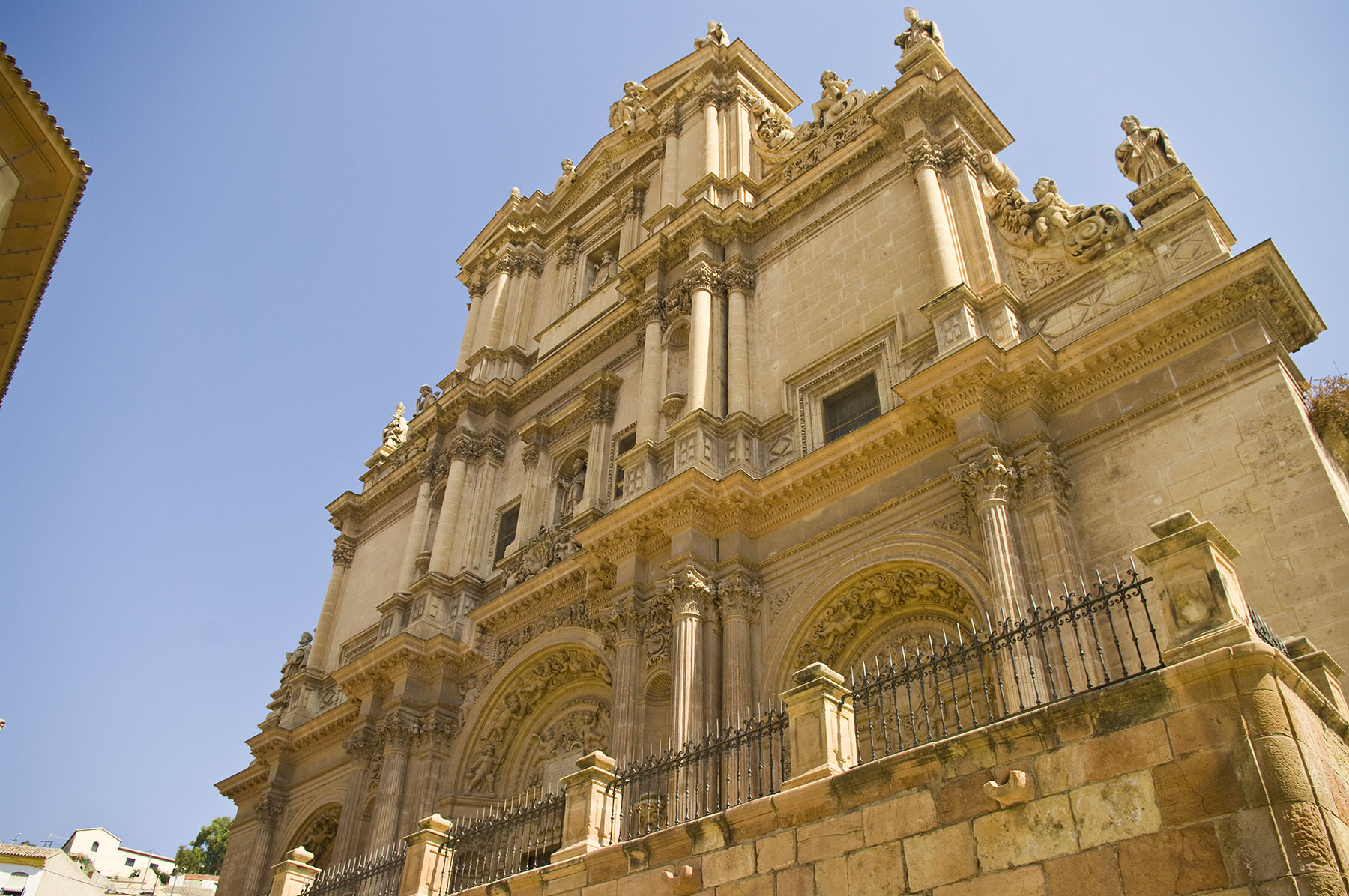
Restauração da Colegiata de São Patricio, Lorca, Murcia, Espanha. Projecto de Juan de Dios de la Hoz

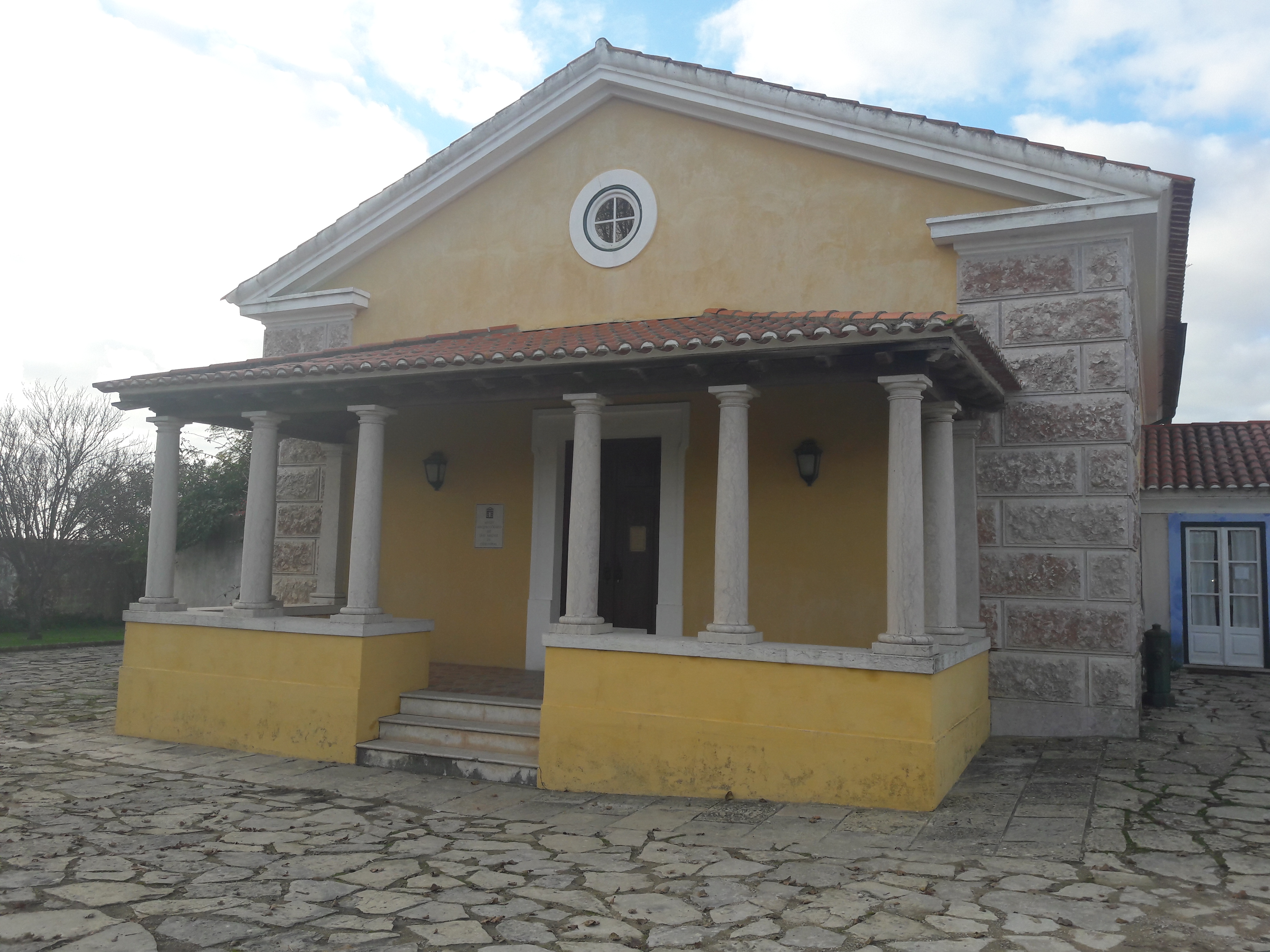
Museu Arqueológico de São Miguel de Odrinhas, Sintra, Portugal. Projecto de Alberto Castro Nunes & António Maria Braga

| Ano  | Premiado                                         | Nacionalidade | Sitio Web                             |
| ---- | ------------------------------------------------ | ------------- | ------------------------------------- |
| 2012 | Leopoldo Gil Cornet                              | Espanha       |                                       |
| 2013 | Luis Fernando Gomez-Estern & Ignacio Medina [es] | Espanha       | OTAISA                                |
| 2014 | Javier Cenicacelaya & Íñigo Saloña               | Espanha       | Cenicacelaya & Salona                 |
| 2015 | Donald Gray                                      | Austrália     |                                       |
| 2016 | Enrique Nuere Matauco [es]                       | Espanha       | Taujel Carpintería Histórica          |
| 2017 | José Baganha                                     | Portugal      | José Baganha & Arquitectos Associados |
| 2018 | Juan de Dios de la Hoz                           | Espanha       | Arquitectos Lavila                    |
| 2019 | Alberto Castro Nunes & António Maria Braga       | Portugal      |                                       |
| 2020 | Fernando Martín Sanjuán                          | Espanha       | Fernando Martín Sanjuán Arquitecto    |
| 2021 | Sergi Bastidas                                   | Espanha       | Bastidas Architecture                 |